# Andrew Mackiewicz
Andrew Mackiewicz (Westwood, 12 dicembre 1995) è uno schermidore statunitense, specializzato nella sciabola.

## Palmarès
- Campionati panamericani

Panama 2016: bronzo nella sciabola individuale.
L'Havana 2018: argento nella sciabola individuale.